# Trix (Roman)

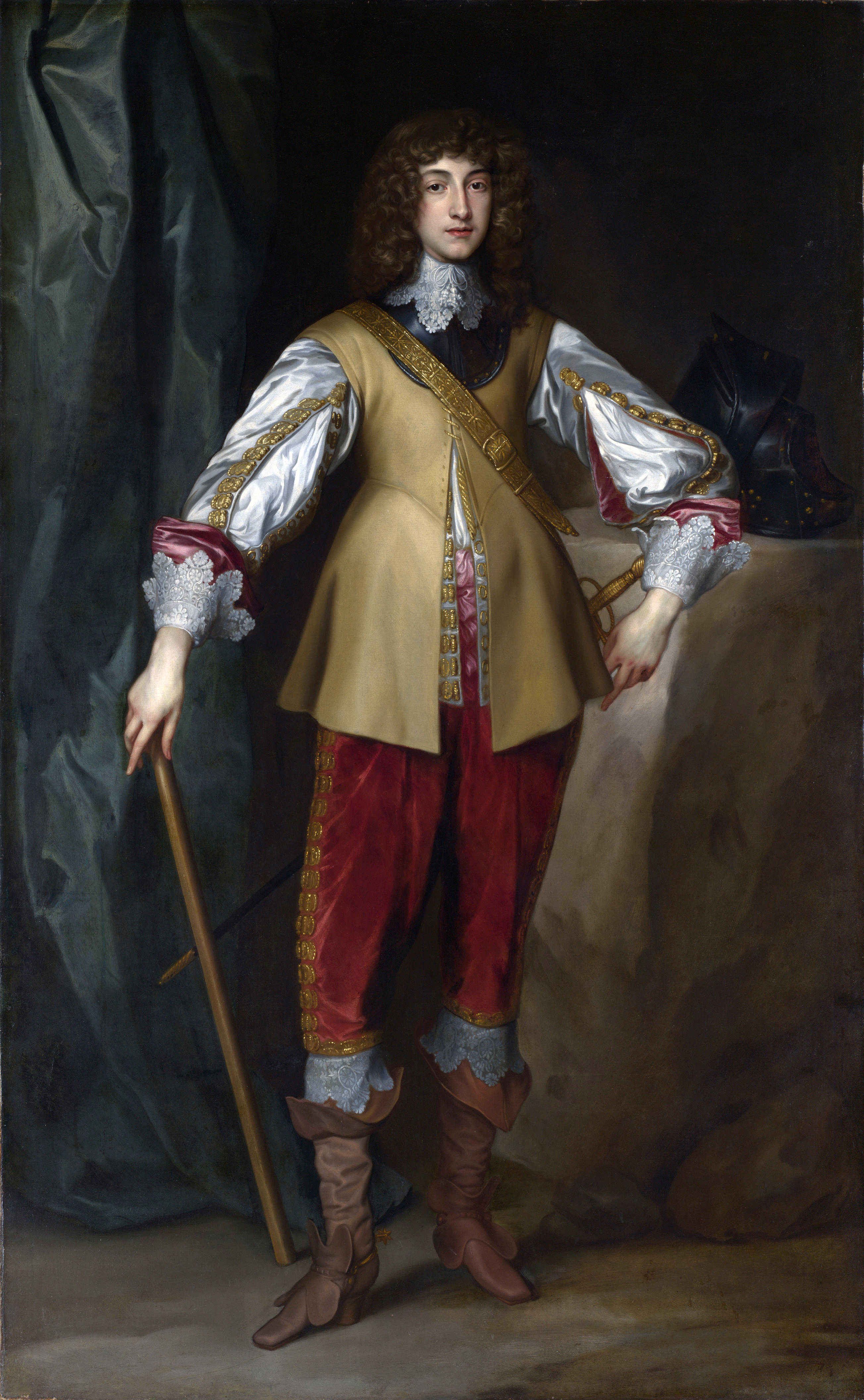
Hans von Truchseß besitzt eine Kopie von van Dycks Porträt des jungen Prinz Rupert. Trix sieht diesem sehr ähnlich. Das Motiv des Verliebens in ein Gemälde hat unter dem Stichwort Fernidol große literaturhistorische Tradition.

Trix (in einigen Ausgaben mit dem Untertitel „Die Frau der Tricks“) ist ein Schauerroman, den Eufemia von Adlersfeld-Ballestrem 1903 im Leipziger Reclam-Verlag veröffentlicht hat. Das Werk zählt zu den erfolgreichsten der Autorin und hat allein bis in die 1920er Jahre mindestens 44 Auflagen erlebt.
Der Roman erzählt die Geschichte der jungen Adligen Beatrix von Dornberg, die unerwartet einen bedeutenden Herrensitz erbt und daraufhin zum Mittelpunkt der Intrigen wird, die eine ausbeuterische Verwandte zu spinnen beginnt.

## Handlung
Ort der Handlung ist zunächst das fiktive Damenstift Marienthal, die Zeit die 1890er Jahre. Die 19-jährige Freiin Beatrix von Dornberg, genannt „Trix“, hat jung beide Eltern verloren und lebt, da der Vater sein Landgut heruntergewirtschaftet hatte, schon seit mehreren Jahren als Stiftsdame im Stift Marienthal, dem ihre Tante, Freifrau Anna von Sulgenbach, als Äbtissin vorsteht. Als der Bruder der Mutter, Graf Rudolf von Zell, kinderlos stirbt, hinterlässt er Trix seine Herrschaft, das ehemalige Kloster Frauensee.
Justizrat Dr. Klaus, der Testamentsvollstrecker, meint, dass Trix in Frauensee nicht ohne Anstandsdame leben kann, und empfiehlt für diese Position Sophie von Graßmann, eine adlige Dame mit einschlägiger Berufserfahrung. Frau von Graßmann ist die verwitwete Schwester von Marie Therese von Truchseß, mit der Graf Rudolf einmal verheiratet war; die gräfliche Ehe ging jedoch bald in die Brüche, und inzwischen ist Marie Therese auch verstorben. Sophie hatte in Frauensee mit ihrer Schwester frohe Tage verbracht und ist – scheinbar aus diesem Grunde – überglücklich, dorthin zurückkehren zu können.
Trix hält auf Frauensee Einzug. Da sie trotz ihrer jungen Jahre überaus resolut ist, findet Frau von Graßmann kaum Gelegenheit, die Autorität geltend zu machen, die ihr kraft ihres Amtes eigentlich zusteht; ersatzweise versucht sie, Trix’ Vertrauen durch umso größere Liebenswürdigkeit zu gewinnen. Beim Erkunden ihres neuen Zuhauses macht Trix allerhand interessante Entdeckungen. So findet sie den unfertigen Entwurf eines Briefes, in dem Graf Rudolf sie, Trix, vor einer gewissen weiblichen Person warnt, deren Namen er dann jedoch nicht mehr niederschreibt. Weiterhin hört sie von einer Geheimtür munkeln, durch die man von ihrem Schlafzimmer angeblich ungesehen zur Klosterkirche gelangen soll. Drittens entdeckt sie, dass sich unter Graf Rudolfs Kunstschätzen auch ein kostbarer Halsschmuck befindet, den Cesare Borgia hatte anfertigen lassen, um damit Beatrice zu vergiften. Da Trix eine unverbesserliche Frohnatur ist und überall nur Gutes sieht, vermag freilich keiner dieser Eindrücke ihre Aufmerksamkeit so zu fesseln, dass sie der Sache sogleich nachgeht.
Beim Herumstromern im Walde macht Trix die Bekanntschaft ihres Nachbarn, des jungen Hans von Truchseß, einem Neffen der Truchseß-Schwestern, der auf seine Tante Sophie von Graßmann insgeheim allerdings gar nicht gut zu sprechen ist. Hans ist mit Euphrosyne („Phroso“) Rablonowski verlobt, einer ebenso schönen wie oberflächlichen Grafentochter, in deren Elternhaus Trix bald eingeführt wird. Für die Leser ist schon nach einigen Buchseiten offensichtlich, dass der warmherzige, durch und durch redliche und zünftige Hans und die nur auf eine gute Partie erpichte Phroso überhaupt nicht zusammenpassen. Freundschaft schließt Trix auch mit dem kunstliebenden alten Schlosskaplan Pater Müller sowie mit dem bodenständigen Oberamtmann Richter, dem drei junge Volontäre unterstehen: die Herren von Rheinfeld, Syrop und Rindig; alle drei liegen Trix von Anfang an zu Füßen.
Nach und nach wird – zumindest für die Leser; die unerschütterlich gutgelaunte Trix bleibt auch von den offensichtlichsten Verdachtsmomenten unbeeindruckt – ersichtlich, was Frau von Graßmann tatsächlich in Frauensee will. Bei Graf Rudolf hatte sie ausgespielt, nachdem er sie einmal beim Fälschen seiner Unterschrift erwischt hatte. Ihre Liebe und gleichzeitig ihr Fluch ist ihr Sohn Max, ein Husar, der sein Regiment infolge eines Spielerprozesses verlassen musste und seiner Mutter, die sich nur darum als Anstandsdame verdingen muss, seitdem auf der Tasche liegt. Frau von Graßmann hofft auf eine Verbindung zwischen Trix und dem jungen Herzog Angus von Lochlomond, einem Cousin Phrosos, und zwar deshalb, um den durch seinen Prozess kompromittierten Max, indem sie ihn bei Trix und ihrem künftigen Gatten einführt, wieder gesellschaftsfähig zu machen.
Statt mit Trix flirtet Angus dann aber mit Phroso. Trix, die das beobachtet, verliert dadurch fast ihren Glauben an das Gute in Phroso, fängt sich aber schnell wieder. Die Erschütterung setzt in ihr jedoch die Erkenntnis frei, dass sie Hans liebt. Da sie beschlossen hat, Phroso weiterhin zu vertrauen, und Hans jedes Liebesunglück über Phroso ersparen will, ist sie bereit, auf den Geliebten zu verzichten. Dann trifft Max von Graßmann ein und benimmt sich so widerwärtig, dass die Warnungen, die Trix von verschiedenen Seiten inzwischen zu Ohren gekommen sind, gar nicht nötig gewesen wären. Trix kann ihn nicht ausstehen und drängt darauf, dass er umgehend wieder entfernt wird. Auch Frau von Graßmann geht in ihrem Intrigenspiel einen Schritt zu weit, indem sie Zofe Elise bei Trix spionieren lässt. Als Trix dahinterkommt, entlässt sie das Dienstmädchen und beschließt, auch Frau von Graßmann loszuwerden. Bevor ihr das gelingt, überfällt Max sie mit einer Liebeserklärung. Der treue Siegfried Rindig, einer der drei Volontäre, schützt sie vor ihrem Bedränger. Wenig später lauert Max ihr im einsam gelegenen „Alchimistenturm“ auf und versucht, sie mit physischer Gewalt zu einer Verlobung zu zwingen; Trix rettet sich durch einen beherzten Sprung aus dem Fenster, von dem sie mit Verletzungen davonkommt, die zum Glück mit etwas Bettruhe kuriert werden können. Max rächt sich für Trix’ Zurückweisung, indem er ihren geliebten Dackel vergiftet.
Gemeinsam mit Pater Müller entdeckt Trix das Geheimnis des mörderischen Borgia-Halsschmucks: in der Schließe des Colliers sind drei feine Nadeln verborgen, die in ihrem Versteck mit Gift benetzt werden und sich beim Anlegen des Schmucks in die Haut der Trägerin bohren. Frau von Graßmann, die das nicht weiß, dringt, um das kostbare Juwel zu stehlen, durch die Geheimtür in Trix’ Schlafzimmer ein, legt sich die Kette um den Hals und vergiftet sich daran tödlich.
Angus bittet Hans, seinen Anspruch auf Phroso aufzugeben. Dieser willigt freudig ein: wird er dadurch doch endlich frei, Trix seine Liebe zu erklären.